# Alexis Claude-Maurice
Alexis Claude-Maurice (Noisy-le-Grand, 1998. június 6. –) francia korosztályos válogatott labdarúgó, az Augsburg játékosa.

## Pályafutása

### Klubcsapatokban
Claude-Maurice a franciaországi Noisy-le-Grand városában született. Az ifjúsági pályafutását a Torcy csapatában kezdte, majd a Lorient akadémiájánál folytatta.
2017-ben mutatkozott be a Lorient másodosztályban szereplő felnőtt keretében. 2019-ben az első osztályú Nice szerződtette. Először a 2019. szeptember 14-ei, Montpellier ellen 2–1-re elvesztett mérkőzés 61. percében, Racine Coly cseréjeként lépett pályára. Első gólját 2020. február 8-án, a Nîmes ellen hazai pályán 3–1-es vereséggel zárult találkozón szerezte meg. A 2022–23-as szezonban a Lens csapatát erősítette kölcsönben.
2024. augusztus 31-én 2027. június 30-ig szóló szerződést írt alá a német Augsburg csapatával.

### A válogatottban
Claude-Maurice az U17-estől az U21-esig minden korosztályos válogatottban képviselte Franciaországot.

## Statisztikák
2023. január 1. szerint
| Klub              | Szezon   | Osztály  | Bajnokság | Bajnokság | Kupa  | Kupa | Nemzetközi | Nemzetközi | Összesen | Összesen |
| Klub              | Szezon   | Osztály  | Meccs     | Gól       | Meccs | Gól  | Meccs      | Gól        | Meccs    | Gól      |
| ----------------- | -------- | -------- | --------- | --------- | ----- | ---- | ---------- | ---------- | -------- | -------- |
| Lorient           | 2017–18  | Ligue 2  | 21        | 3         | 3     | 1    | —          | —          | 24       | 4        |
| Lorient           | 2018–19  | Ligue 2  | 35        | 14        | 1     | 0    | —          | —          | 36       | 14       |
| Lorient           | 2019–20  | Ligue 2  | 2         | 1         | 0     | 0    | —          | —          | 2        | 1        |
| Lorient           | Összesen | Összesen | 58        | 18        | 4     | 1    | 0          | 0          | 62       | 19       |
| Nice              | 2019–20  | Ligue 1  | 22        | 1         | 2     | 0    | —          | —          | 24       | 1        |
| Nice              | 2020–21  | Ligue 1  | 30        | 4         | 1     | 0    | 6          | 1          | 37       | 5        |
| Nice              | 2021–22  | Ligue 1  | 10        | 0         | 1     | 0    | —          | —          | 11       | 0        |
| Nice              | 2022–23  | Ligue 1  | 2         | 0         | 0     | 0    | 1          | 1          | 3        | 1        |
| Nice              | Összesen | Összesen | 64        | 5         | 4     | 0    | 7          | 2          | 75       | 7        |
| Lens (kölcsönben) | 2022–23  | Ligue 1  | 10        | 1         | 0     | 0    | —          | —          | 10       | 1        |
| Összesen          | Összesen | Összesen | 132       | 24        | 8     | 1    | 7          | 2          | 147      | 27       |

## Sikerei, díjai
Nice
- Francia Kupa
  - Döntős (1): 2021–22